# Sa nhân voi
Sa nhân voi (danh pháp khoa học: Meistera elephantorum) là một loài thực vật có hoa trong họ Gừng. Loài này được François Gagnepain mô tả khoa học đầu tiên năm 1906 theo mẫu vật do Jean Baptiste Louis Pierre thu thập tháng 6 năm 1870 tại dãy núi Krâvanh (tây nam Campuchia) dưới danh pháp Amomum elephantorum. Năm 2018, Jana Leong-Škorničková và Mark Newman chuyển nó sang chi Meistera mới được phục hồi.

## Phân bố
Loài này có trong khu vực bao gồm Campuchia, Lào, Thái Lan, Việt Nam.